# Marshallville (Georgia)
Marshallville es un pueblo ubicado en el condado de Macon en el estado estadounidense de Georgia. En el censo de 2000, su población era de 1.335.

## Demografía
En el 2000 la renta per cápita promedia del hogar era de $21,800, y el ingreso promedio para una familia era de $24,375. El ingreso per cápita para la localidad era de $11,306. Los hombres tenían un ingreso per cápita de $27,557 contra $20,167 para las mujeres.

## Geografía
Marshallville se encuentra ubicado en las coordenadas 32°27′12″N 83°56′32″O / 32.45333, -83.94222 (32.453423, -83.942159).
Según la Oficina del Censo, la localidad tiene un área total de 8,2 km² (3,2 mi²), de la cual 8,2 km² (3,2 mi²) es tierra y 0 km² (0 mi²) (0.00%) es agua.